# Жашковський потік
Жашковський потік (словац. Žaškovský potok) — річка в Словаччині, ліва притока Орави, протікає в окрузі Дольни Кубін.
Довжина приблизно 5.7-6.8 км. Витік знаходиться в масиві Велика Фатра (геоморфологічна підодиниця Ширська Фатра; схил гори Остре) — на висоті близько 735 метрів. Протікає територією села Жашков.
Впадає в Ораву на висоті приблизно 445-450 метрів.